# Rocky IV
 Ovo je glavno značenje pojma Rocky IV. Za druga značenja pogledajte Rocky (razdvojba).
Rocky IV je američki dramski i sportski film iz 1985. godine, četvrti je od šest nastavka serije "Rocky", u režiji Sylvestera Stallonea koji u njemu tumači glavnu ulogu. Predstavlja četvrti nastavak filmske serije o bokseru Rocky Balboi, čiji se lik u ovom filmu nastoji suprotstaviti sovjetskom amaterskom boksaču Ivanu Dragou (koga glumi Dolph Lundgren), koji je prilikom egzibicijskog meča ubio njegovog prijatelja Apolla Creeda. 
Film je snimljen u jeku eskalacije hladnog rata 1980-ih, Rocky IV se često tumačio kao nimalo suptilna antisovjetska i antikomunistička propaganda – često se tvrdi da su verzije filma prokrijumčarene iza željezne zavjese pridonijele padu komunizma u Istočnoj Europi. Na Zapadu, pokazao je se kao veliki komercijalni hit, a Dolph Lundgren je upravo zahvaljujući njemu postao velika akcijska zvijezda.

## Uloge
- Sylvester Stallone – Robert „Rocky“ Balboa
- Dolph Lundgren – Ivan Drago
- Talia Shire – Adrianna „Adrian“ Pennino Balboa
- Burt Young – Paulie Pennino
- Carl Weathers – Apollo Creed
- Brigitte Nielsen – Ludmilla Vobet Drago
- Tony Burton – Tony „Duke“ Evers
- Michael Pataki – Nicoli Koloff

## Vanjske poveznice
- Rocky na IMDb-u
- Official Rocky Anthology Site  Arhivirana inačica izvorne stranice od 21. srpnja 2009. (Wayback Machine)
- Rocky IV na Rotten Tomatoes
- Rocky IV na AllMovie